# Ungla binaria
Ungla binaria är en insektsart som först beskrevs av Navás 1923.  Ungla binaria ingår i släktet Ungla och familjen guldögonsländor. Inga underarter finns listade i Catalogue of Life.